# Corelloides molle
Corelloides molle är en sjöpungsart som beskrevs av Asajiro Oka 1926. Corelloides molle ingår i släktet Corelloides och familjen högermagade sjöpungar. Inga underarter finns listade i Catalogue of Life.